# Parafia Ewangelicko-Metodystyczna Nowego Przymierza w Katowicach
Parafia Ewangelicko-Metodystyczna Nowego Przymierza w Katowicach – zbór metodystyczny działający w Katowicach, należący do okręgu południowego Kościoła Ewangelicko-Metodystycznego w RP.
Nabożeństwa odbywają się w niedziele o godzinie 10:00.

## Historia
Metodystyczna parafia w Katowicach kształtowała się latach 20. XX wieku. Ponieważ metodyści nie posiadali prawnego uznania w II Rzeczypospolitej majątek parafialny był nabywany na osoby prywatne należące do wspólnoty metodystycznej. W listopadzie 1922 zakupiono trzypiętrową kamienicę z 70 mieszkaniami przy ul. Francuskiej 17 wraz z podwórzem, obszernym ogrodem i budynkiem gospodarczym. Obiekt ten jeszcze w tym samym roku przekształcono na potrzeby Misji Południowego Episkopalnego Kościoła Metodystycznego ze Stanów Zjednoczonych prowadzącego szeroką działalność charytatywną oraz naukę języka angielskiego. Na zakupionej posesji utworzono warsztat, jadłodajnię wydającą dziennie 150 posiłków, a w ogrodzie powstała kaplicę. Jedno z mieszkań przystosowano na potrzeby pastora parafii. Misja zatrudniała 45 pracowników. W roku 1925 utworzono chór parafialny do którego należało 13 osób (chór istnieje do dziś).
Pierwszym pastorem był dr Martin Price. W latach 1933–1941 pastorem w parafii był ks. Konstanty Najder. W roku 1927 w Katowicach po raz zorganizowano Konferencję Doroczną Kościoła, a przed wybuchem II wojny światowej odbyła się ona w Katowicach jeszcze trzykrotnie. Parafia miała swój filiał w Ochojcu, w mieszkaniu prywatnym.
Po wybuchu wojny Katowice zostały bezpośrednio włączone do III Rzeszy. W roku 1941 i internowaniu amerykańskich duchownych, łącznie z superintendentem naczelnym dr. Gaitherem Warfildem, ks. Konstanty Najder został superintendentem Kościoła Metodystycznego w Generalnym Gubernatorstwie zalegalizowanego 22 kwietnia 1941. Ze względu na narodowość polską został on deportowany do Generalnego Gubernatorstwa i zamieszkał w Krakowie gdzie jeszcze w 1941 roku w mieszkaniu prywatnym utworzył parafię. W czasie wojny w języku polskim odprawiano jedynie tajne nabożeństwa w prywatnym domu na Ligocie. 
Po II wojnie światowej władze odebrały kamienicę przy ul. Francuskiej 17 osobie prywatnej, równocześnie pozwalając metodystom zachować kaplicę parafialną. Wspólnota zaczęła gromadzić środki na stworzenie nowego domu parafialnego, który ulokowano na tyłach odebranej kamienicy. 19 października 1975 roku odbyła się uroczystość wmurowania aktu erekcyjnego nowego ośrodka metodystycznego. Stara kaplica została rozebrana ponieważ częściowo zajmowała obszar nowego budynku. Przez 12 lat trwającej budowy metodyści organizowali nabożeństwa w kościele ewangelicko-augsburskim Zmartwychwstania Pańskiego. Nowy budynek parafii metodystycznej uroczyście oddano w październiku 1987 roku.
W 2017 roku parafia liczyła około 200 członków.